# Kościół św. Mikołaja w Ligocie Prószkowskiej
Kościół Trójcy Świętej – rzymskokatolicki kościół parafialny położony przy ulicy Szkolnej 56 w Ligocie Prószkowskiej. Kościół należy do parafii św. Mikołaja w Ligocie Prószkowskiej w dekanacie Prószków, diecezji opolskiej.
Dnia 9 lutego 1966 roku, pod numerem 1129/66 świątynia została wpisana do rejestru zabytków nieruchomych województwa opolskiego.

## Historia kościoła
Kościół w Ligocie Prószkowskiej został wzniesiony w I połowie XVIII wieku, w miejsce wcześniejszego, drewnianego pochodzącego z 1335 roku. Świątynia została wybudowana w stylu barokowym, wewnątrz znajduje się XIV-wieczna gotycka rzeźba św. Mikołaja i barokowe wyposażenie z interesującą amboną.